# Faculté des sciences et techniques de Nantes
 (février 2022).
 (février 2022).
Si vous disposez d'ouvrages ou d'articles de référence ou si vous connaissez des sites web de qualité traitant du thème abordé ici, merci de compléter l'article en donnant les références utiles à sa vérifiabilité et en les liant à la section « Notes et références ».
La Faculté des sciences et techniques de Nantes est une unité de formation et de recherche, composante de l'université de Nantes depuis 1962.
Elle rassemble environ 5 000 étudiants et 300 enseignants-chercheurs (maîtres de conférences, professeurs des universités) ou enseignants (professeurs agrégés) autour de 6 départements :
- le département de biologie ;
- le département de chimie ;
- le département d'informatique ;
- le département de mathématiques ;
- le département de physique ;
- le département de sciences de la terre et de l'univers.

Elle se situe sur deux campus : Campus Lombarderie à Nantes et Campus Heinlex à Saint-Nazaire (filière Génie Civil).

## Historique
Aucune école ou faculté de sciences n'a été créée à Nantes pendant le Premier Empire après la Révolution française. Au cours du XIXe siècle, les sciences naturelles se développent au Muséum de Nantes et, à partir de 1863, ses cours publics de géologie sont une particularité de la ville. En 1919, l'Institut polytechnique de l'Ouest est fondé pour apporter des solutions d’ingénierie aux industries de la ville.
La faculté des sciences et des techniques est fondée en 1959 comme future composante de l'Université créée en 1962. Elle rassemble à l'origine des enseignants-chercheurs de l'École nationale supérieure de mécanique de Nantes et de la faculté des sciences de Rennes.
Les premiers étudiants arrivent sur l'actuel campus de la Lombardie en 1964. La faculté des sciences et techniques de Nantes ouvre plus tard une antenne sur le campus de Gavy à Saint-Nazaire pour sa filière Génie civil, en lien avec la construction navale.
Au 1er janvier 2022, elle est intégrée au nouveau Pôle Science et technologie de Nantes Université.

## Campus de la Lombarderie
Le campus de la Lombarderie, occupe environ 20 hectares le long de l'Erdre entre les quartiers Petit-Port et Saint-Félix. Il fut conçu par l'architecte Louis Arretche. Il est longé par la seconde ligne du tramway à partir de 1993 et desservi par l'arrêt Michelet-Sciences. Depuis 2021, le campus accueil une station météo.

### Bibliothèque universitaire
La bibliothèque universitaire (BU) fait partie du Service commun de la documentation de Nantes Université. En 2022, elle dispose de 400 places assises et de 41281 ouvrages dans les disciplines Staps, géologie, astronomie, histoire des sciences, physique, chimie, sciences de l’ingénieur, mathématiques, biologie, botanique, zoologie et environnement. Elle offre sur réservation une salle d'innovation et d'expérimentation pédagogique (salle Pixa) ainsi qu’un tiers-lieu. Depuis 2024, elle propose le nouveau service : BOBUN, Bibliothèque d’Objets des Bibliothèques Universitaires de Nantes. Ce service, basé sur des principes de recyclage, partage et d'anti-gaspillage, permet d'emprunter des objets de la vie courante.

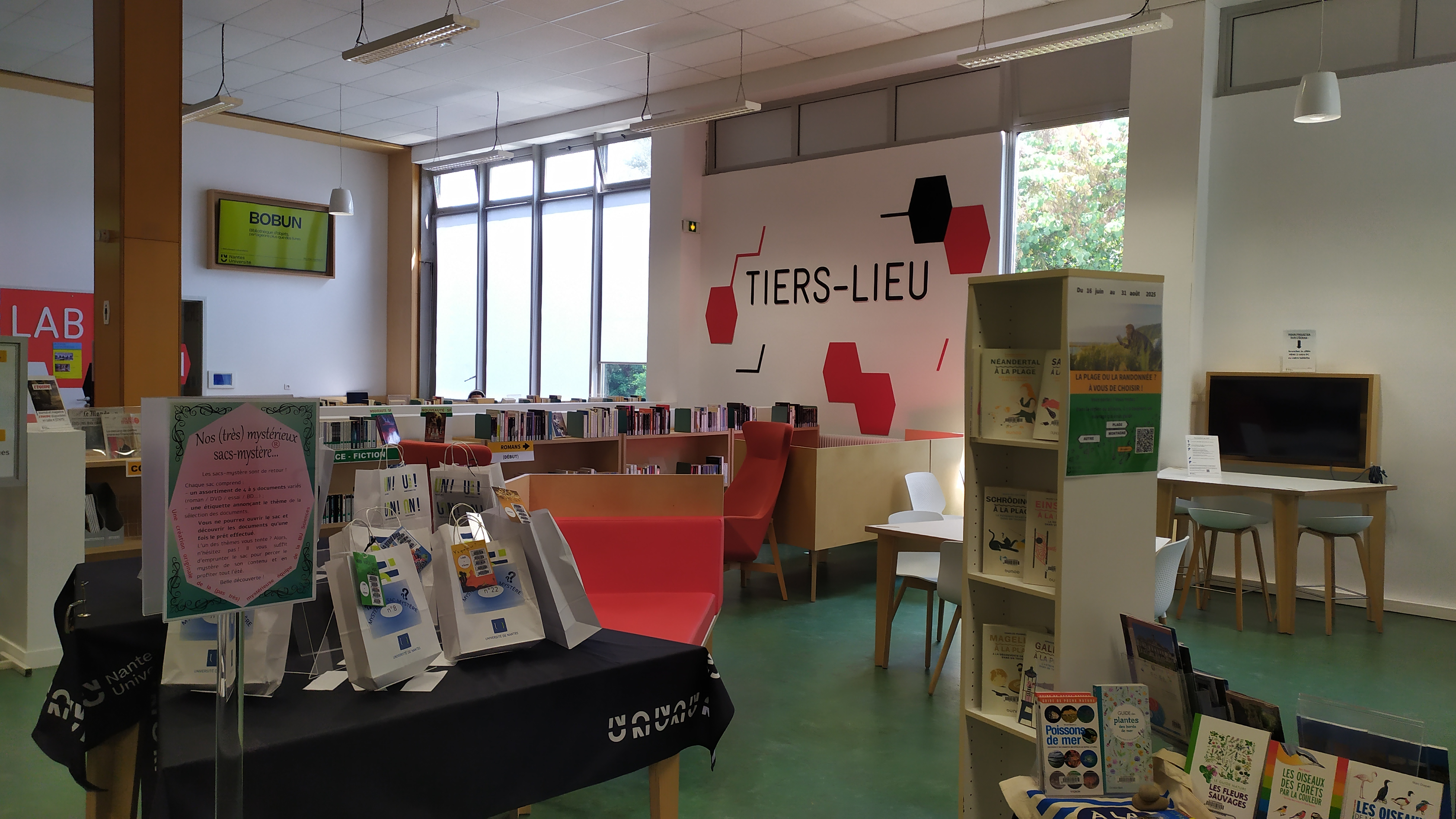
Tiers-lieu de la BU de sciences de Nantes université

### Associations
De nombreuses associations étudiantes sont hébergées sur le campus :
- ANEM - Association des Étudiants en MIAGE
- ANESV - Association Nantaise des Étudiants en Science de la Vie
- ASCII - Association de Service et Conseil en Ingénierie Informatique
- ASN - Accompagnement Sciences Nantes : propose du tutorat et du parrainage
- ASTN - Association des Sciences de la Terre de Nantes
- AZEN - Association de Zoologie des Étudiants Nantais : organisation d'activités, conférences et autres animations autour de la zoologie
- CMI Nantes - Association des étudiants en Cursus Master en Ingénierie
- CNEN - Cercle Naturaliste des Étudiants Nantais : projets, sorties autour de la nature
- Escales en génie civil - Activités de promotion de la formation Génie Civil
- GREEN - Groupe Responsable en Écologie des Étudiants Nantais : sensibilisation à l'écologie, au développement durable et aux enjeux environnementaux
- iGEM Nantes
- InstruLab - Création projets musicaux
- Lab Sciren - Laboratoire Sciences Innovation Recherche et Expérimentation de Nantes : projets technologiques, scientifiques ou de vie étudiante
- Laepton - Association étudiante de physique de Nantes
- LOGIN - Regroupement des jeunes chercheurs en informatique
- Mach'Nantes - Association des étudiants du Master Chimie
- MécaNantes - Association des étudiants en filière Mécanique
- SciNaPSE - Sciences Nantes Pour Ses Étudiants : association des étudiants en Sciences

## Formation
Les étudiants de la faculté des sciences peuvent sortir diplômés de Licence, Master et Doctorats reconnus par l'État français et dans tout l'Espace économique européen.

### Licence
La licence constitue le premier cycle universitaire (bac + 3 ans) et est l'équivalent des bachelors internationaux. Les étudiants sont formés à partir de l'un des trois parcours initiaux durant un semestre :
- biologie, géologie, chimie ;
- mathématique, informatique, physique ;
- physique, chimie, géologie, sciences pour l'ingénieur ;

avant de choisir leur mention de licence pour une durée totale de trois ans.

### Master
Les études sont généralement poursuivies par un Master qui constitue le deuxième cycle universitaire (bac + 5 ans). En ce sens, c'est l'équivalent du diplôme d'ingénieur français dans la quasi-totalité des pays du monde. La faculté des sciences de Nantes délivre 19 masters, appliqués (ancien DEA) ou spécialisés pour la recherche (ancien DESS) :
- Bio-Informatique
- Biologie-Santé
- Biologie Végétale
- Chimie
- Électronique, Énergie électrique, Automatique
- Épistémologie, Histoire des Sciences et des Techniques
- Génie Civil
- Gestion de l'environnement
- Informatique
- Mathématiques et Applications
- Mécanique
- Méthodes Informatiques Appliquées à la Gestion des Entreprises
- Nutrition et Sciences des Aliments
- Physique Fondamentale et Applications
- Risques et Environnement
- Sciences de la Matière
- Sciences de la Terre et des Planètes
- Sciences du médicament et des produits de santé
- Technologie Marine

### Doctorat
Certains étudiants terminent par un Doctorat qui clôt le troisième cycle universitaire. Il est effectué dans un laboratoire de recherche, éventuellement conventionné avec une entreprise privée, et dans le cadre d'une des écoles doctorales liées à la faculté des sciences :
- Biologie-Santé
- Mathématiques et sciences & technologies de l'information et de la communication

- Matière, molécules, matériaux et géosciences
- Sciences pour l'ingénieur
- Sociétés, temps, territoires
- Végétal, animal, aliment, mer, environnement

### Autres diplômes
La facultés délivre aussi des diplômes de licence professionnelle qui spécialisent directement l'étudiant sur un métier technique :
- Biotechnologies en Santé et Alimentaire
- Bois et Ameublement
- Géologie de l'Aménagement
- Gestion de Travaux, Encadrement de Chantier et Construction Durable
- Métrologie Chimique et Nucléaire
- Performance Énergétique, Génie Climatique
- Radioprotection et Environnement

## Recherche
La recherche à la faculté des sciences est structurée dans 11 laboratoires. Ces laboratoires sont souvent co-administrés avec d'autres établissements publics de recherche de Nantes ou des villes universitaires du grand ouest. Neuf de ces laboratoires sont des unités mixtes de recherche (UMR) du Centre National pour la Recherche Scientifique (CNRS).
- ISOMer - Institut des Substances et Organismes de la Mer (Unité de Recherche - UR)
- US2B - Unité en Sciences Biologiques et Biotechnologies (UMR CNRS 6286)
- CEISAM - Laboratoire Chimie Interdisciplinarité, Synthèse, Analyse, Modélisation (UMR CNRS 6230)
- CFV - Centre François Viète (Épistémologie, Histoire des Sciences et des Techniques) (UR 1161)
- LS2N - Laboratoire des sciences du numérique de Nantes (UMR CNRS 6004)
- LMJL - Laboratoire de Mathématiques Jean Leray (UMR CNRS 6629)
- GeM - Institut de Recherche en Génie Civil et Mécanique (UMR CNRS 6183)
- IETR - Institut d’Électronique et des Technologies du numéRique (UMR CNRS 6164), principalement localisé à Rennes mais dont une équipe est hébergée par la faculté de sciences Nantes
- Subatech - Laboratoire de physique subatomique et des technologies associées (UMR CNRS 6457)
- IMN - Institut des Matériaux Jean Rouxel (UMR CNRS 6502)
- LPG - Laboratoire de planétologie et géodynamique de Nantes (UMR CNRS 6112)

Parmi les enseignants-chercheurs de la faculté des sciences, certains font partie d'autres laboratoires, majoritairement en recherche bio-médicale.

## Personnalités liées

### Doyens de la faculté
- 1968- : Jean-Michel Dunoyer de Segonzac
- Serge Renaudin
- 2018- : Chantal Gauthier

### Anciens étudiants
- Armelle Guinebertière
- Gilles Retière